# داگلاس گلدشتاین
داگلاس گلدشتاین (انگلیسی: Doug Goldstein؛ زادهٔ ۱۲ سپتامبر ۱۹۷۱) نویسنده، تهیه‌کننده، کارگردان تلویزیونی اهل ایالات متحده آمریکا است. وی از سال ۱۹۹۷ میلادی تاکنون مشغول فعالیت بوده‌است.
وی همچنین برندهٔ جوایزی همچون جوایز آنی شده‌است.